# Vivien Devisme
Pas d'image ? Cliquez ici

a Compétitions nationales et continentales officielles uniquement.

Dernière mise à jour le 15 avril 2025.
Vivien Devisme, né le 23 mars 1992 à Calais, est un joueur français de rugby à XV évoluant au poste de pilier.

## Carrière

### Formation
Vivien Devisme commence le rugby à l'âge de quinze ans avec l'Amicale Rugby Calais avec qui il joue deux ans. Grâce à des sélections régionales, il est repéré et rejoint Colomiers rugby où il joue trois ans dont la dernière avec le centre de formation. Puis il joue deux ans au sein du centre de formation de l'USA Perpignan. Il rejoint ensuite Soyaux Angoulême XV Charente en 2014.

### En club
Vivien Devisme commence sa carrière professionnelle en 2014 avec Soyaux Angoulême et joue la finale d'accession en Pro D2, gagnée, face à l'US Bressane.
En juin 2016, il s'engage pour deux saisons avec le CA Brive et découvre le Top 14. Il prolonge son contrat en novembre 2016 jusqu'en 2019. Il vit la descente en Pro D2 en 2018 et participe à la remontée en Top 14 en 2019.
En janvier 2019, il signe un contrat de trois saisons avec le Lyon OU à partir de la saison 2019-2020 de Top 14,. En 2022, il prolonge son contrat pour deux saisons supplémentaires, soit jusqu'en 2024.
Libre à la fin de la saison 2023-2024, il fait alors son retour avec Soyaux Angoulême, pour un contrat de deux saisons.

## Palmarès
- Finaliste de la Pro D2 en 2019 avec le CA Brive.